# 로런스 캐즈던
로런스 에드워드 캐즈던(영어: Lawrence Edward Kasdan , 1949년 1월 14일 ~ )은 미국의 영화 감독, 프로듀서, 각본가이다. 《스타워즈》 영화 시리즈의 제작자로 알려져 있으며, 본인의 연출작으로는 《프렌치 키스》(1995), 《드림캐쳐》(2003) 등이 있다.

## 제작 영화 목록
| 연도 | 제목                                     | 감독 | 제작 | 각본 |
| ---- | ---------------------------------------- | ---- | ---- | ---- |
| 1980 | 《스타 워즈 에피소드 5: 제국의 역습》    |      |      | 예   |
| 1981 | 《인디아나존스: 잃어버린 성궤를 찾아서》 |      |      | 예   |
| 1981 | 《보디 히트》                            | 예   |      | 예   |
| 1981 | 《분수령》                               |      |      | 예   |
| 1983 | 《스타 워즈 에피소드 6: 제다이의 귀환》  |      |      | 예   |
| 1983 | 《새로운 탄생》                          |      |      | 예   |
| 1985 | 《실버라도》                             |      |      | 예   |
| 1988 | 《우연한 방문객》                        |      |      | 예   |
| 1990 | 《바람둥이 길들이기》                    | 예   |      |      |
| 1991 | 《그랜드 캐니언》                        | 예   | 예   | 예   |
| 1992 | 《보디가드》                             |      | 예   | 예   |
| 1994 | 《와이엇 어프》                          | 예   | 예   | 예   |
| 1995 | 《프렌치 키스》                          | 예   |      |      |
| 1999 | 《멈퍼드》                               | 예   | 예   | 예   |
| 2003 | 《드림캐쳐》                             | 예   | 예   | 예   |
| 2015 | 《스타 워즈 에피소드 7: 깨어난 포스》    |      |      | 예   |